# Saint-Pierre-de-Mézoargues
Saint-Pierre-de-Mézoargues est une commune française, située dans le département des Bouches-du-Rhône en région Provence-Alpes-Côte d'Azur. Ses habitants sont appelés les Saint-Pierrois.

## Géographie

### Localisation
Le village de Saint-Pierre-de-Mézoargues se situe dans la plaine alluvionnaire du Rhône, le long de ce dernier. Du fait des nombreuses inondations dont le Rhône était coutumier avant sa viabilisation dans les années soixante et de la proximité de l'eau du fleuve, les terres sont limoneuses et très fertiles. On y cultive majoritairement des vergers (pêches, pommes, poires, abricots, prunes, etc.)  À noter aussi une production d'huile d'olive de qualité sous la dénomination Domaine de Saint-Pierre, à partir d'une variété d'oliviers catalans dite Arbequine depuis 2007.

### Communes limitrophes
Les communes limitrophes sont Boulbon, Tarascon, Aramon et Vallabrègues.

### Climat
Pour des articles plus généraux, voir Climat de Provence-Alpes-Côte d'Azur et Climat des Bouches-du-Rhône.
En 2010, le climat de la commune est de type climat méditerranéen franc, selon une étude du Centre national de la recherche scientifique s'appuyant sur une série de données couvrant la période 1971-2000. En 2020, Météo-France publie une typologie des climats de la France métropolitaine dans laquelle la commune est exposée à un climat méditerranéen et est dans la région climatique  Provence, Languedoc-Roussillon, caractérisée par une pluviométrie faible en été, un très bon ensoleillement (2 600 h/an), un été chaud (21,5 °C), un air très sec en été, sec en toutes saisons, des vents forts (fréquence de 40 à 50 % de vents > 5 m/s) et peu de brouillards. 
Pour la période 1971-2000, la température annuelle moyenne est de 14,4 °C, avec une amplitude thermique annuelle de 17,3 °C. Le cumul annuel moyen de précipitations est de 674 mm, avec 5,5 jours de précipitations en janvier et 2,5 jours en juillet. Pour la période 1991-2020, la température moyenne annuelle observée sur la station météorologique de Météo-France la plus proche, « Tarascon », sur la commune de Tarascon à 6 km à vol d'oiseau, est de 15,4 °C et le cumul annuel moyen de précipitations est de 643,8 mm. 
La température maximale relevée sur cette station est de 43 °C, atteinte le 28 juin 2019 ; la température minimale est de −7,7 °C, atteinte le 4 janvier 1993,,. 
Les paramètres climatiques de la commune ont été estimés pour le milieu du siècle (2041-2070) selon différents scénarios d'émission de gaz à effet de serre à partir des nouvelles projections climatiques de référence DRIAS-2020. Ils sont consultables sur un site dédié publié par Météo-France en novembre 2022.

## Urbanisme

### Typologie
Au 1er janvier 2024, Saint-Pierre-de-Mézoargues est catégorisée commune rurale à habitat dispersé, selon la nouvelle grille communale de densité à 7 niveaux définie par l'Insee en 2022.
Elle est située hors unité urbaine. Par ailleurs la commune fait partie de l'aire d'attraction de Beaucaire, dont elle est une commune de la couronne,. Cette aire, qui regroupe 5 communes, est catégorisée dans les aires de moins de 50 000 habitants,.

### Occupation des sols

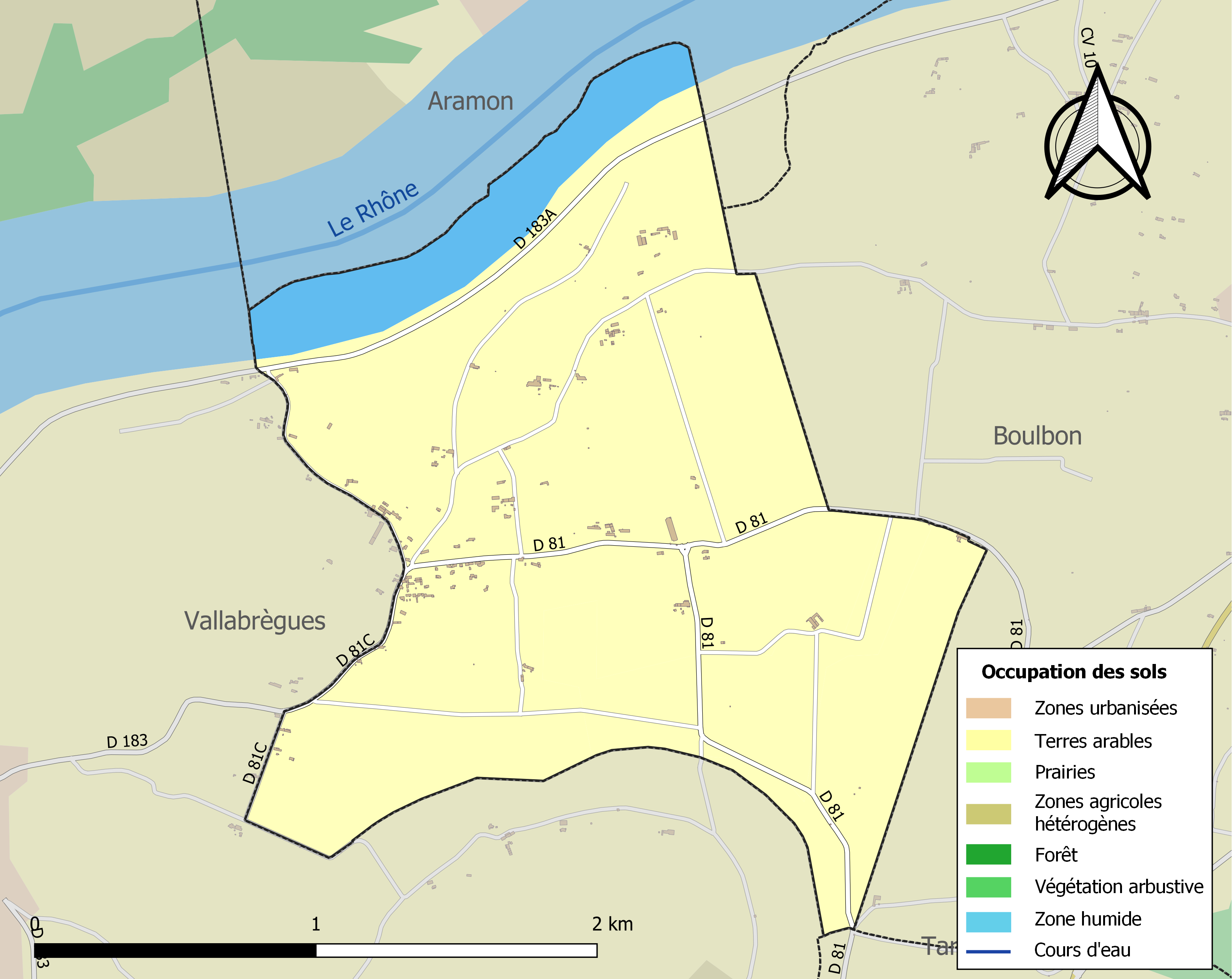
Carte des infrastructures et de l'occupation des sols de la commune en 2018 (CLC).

L'occupation des sols de la commune, telle qu'elle ressort de la base de données européenne d’occupation biophysique des sols Corine Land Cover (CLC), est marquée par l'importance des territoires agricoles (91,6 % en 2018), une proportion identique à celle de 1990 (91,6 %). La répartition détaillée en 2018 est la suivante : 
cultures permanentes (81,4 %), terres arables (10,3 %), eaux continentales (8,4 %). L'évolution de l’occupation des sols de la commune et de ses infrastructures peut être observée sur les différentes représentations cartographiques du territoire : la carte de Cassini (XVIIIe siècle), la carte d'état-major (1820-1866) et les cartes ou photos aériennes de l'IGN pour la période actuelle (1950 à aujourd'hui).

## Toponymie
Le nom de la commune est Sant Pèire en provençal. L'appendice de Mézoargues, ancien nom de la commune, permet de différencier les nombreux Saint-Pierre qui existent en France.
Il existe différentes versions sur l'étymologie du nom "Mézoargues".  Les plus communément admises sont que ce nom viendrait des mots provençaux "mitan" et "aigo" soit littéralement "au milieu des eaux", ou bien des mots provençaux "mas" et "aigo" signifiant alors "les maisons près de l'eau".  Le village étant situé si près du Rhône, qu'il se trouvait au milieu des eaux de ce dernier, en fonction des différents cours qu'il adoptait, ceux-ci variant au fil du temps, jusqu'à ce que le cours soit stabilisé avec l'aménagement du fleuve au cours des dernières décennies.

## Politique et administration
| Période                                  | Période   | Identité             | Étiquette | Qualité                                         |
| ---------------------------------------- | --------- | -------------------- | --------- | ----------------------------------------------- |
| 1901                                     |           | Régis de Gatinel     |           |                                                 |
| mars 2001                                | mars 2008 | Jean-Pierre Lefebvre |           | Vice-président de la communauté d'agglomération |
| mars 2008                                | mai 2020  | Jacky Picquet        | SE        | Retraité                                        |
| mai 2020                                 | En cours  | Laurie Pons          |           |                                                 |
| Les données manquantes sont à compléter. |           |                      |           |                                                 |

## Population et société

### Démographie
L'évolution du nombre d'habitants est connue à travers les recensements de la population effectués dans la commune depuis 1793. Pour les communes de moins de 10 000 habitants, une enquête de recensement portant sur toute la population est réalisée tous les cinq ans, les populations de référence des années intermédiaires étant quant à elles estimées par interpolation ou extrapolation. Pour la commune, le premier recensement exhaustif entrant dans le cadre du nouveau dispositif a été réalisé en 2006.

En 2022, la commune comptait 228 habitants, en évolution de +10,14 % par rapport à 2016 (Bouches-du-Rhône : +2,48 %, France hors Mayotte : +2,11 %).
| 1793 | 1800 | 1806 | 1821 | 1831 | 1836 | 1841 | 1846 | 1851 |
| ---- | ---- | ---- | ---- | ---- | ---- | ---- | ---- | ---- |
| 198  | 198  | 190  | 187  | 200  | 210  | 210  | 195  | 226  |

| 1856 | 1861 | 1866 | 1872 | 1876 | 1881 | 1886 | 1891 | 1896 |
| ---- | ---- | ---- | ---- | ---- | ---- | ---- | ---- | ---- |
| 226  | 242  | 229  | 223  | 219  | 119  | 224  | 196  | 205  |

| 1901 | 1906 | 1911 | 1921 | 1926 | 1931 | 1936 | 1946 | 1954 |
| ---- | ---- | ---- | ---- | ---- | ---- | ---- | ---- | ---- |
| 213  | 210  | 204  | 190  | 215  | 258  | 198  | 193  | 204  |

| 1962 | 1968 | 1975 | 1982 | 1990 | 1999 | 2006 | 2011 | 2016 |
| ---- | ---- | ---- | ---- | ---- | ---- | ---- | ---- | ---- |
| 218  | 204  | 182  | 215  | 217  | 225  | 250  | 235  | 207  |

| 2021 | 2022 | - | - | - | - | - | - | - |
| ---- | ---- | - | - | - | - | - | - | - |
| 223  | 228  | - | - | - | - | - | - | - |

## Culture et patrimoine

### Lieux et monuments
- Église Saint-Pierre-ès-Liens de Saint-Pierre-de-Mézoargues

### Personnalités liées à la commune
- Giorgio Silvagni, producteur de nombreux films, et sa femme Irène, rédactrice en chef de Vogue.
- Pierre Servan-Schreiber, avocat international et producteur de l'huile d'olive « Domaine de Saint Pierre » sur la commune.

### Héraldique
| Armes de Saint-Pierre-de-Mézoargues | Les armes peuvent se blasonner ainsi : D'azur, à une maison ou ruine de maison, d'argent au toit de gueules. |